# Dottrina Ždanov

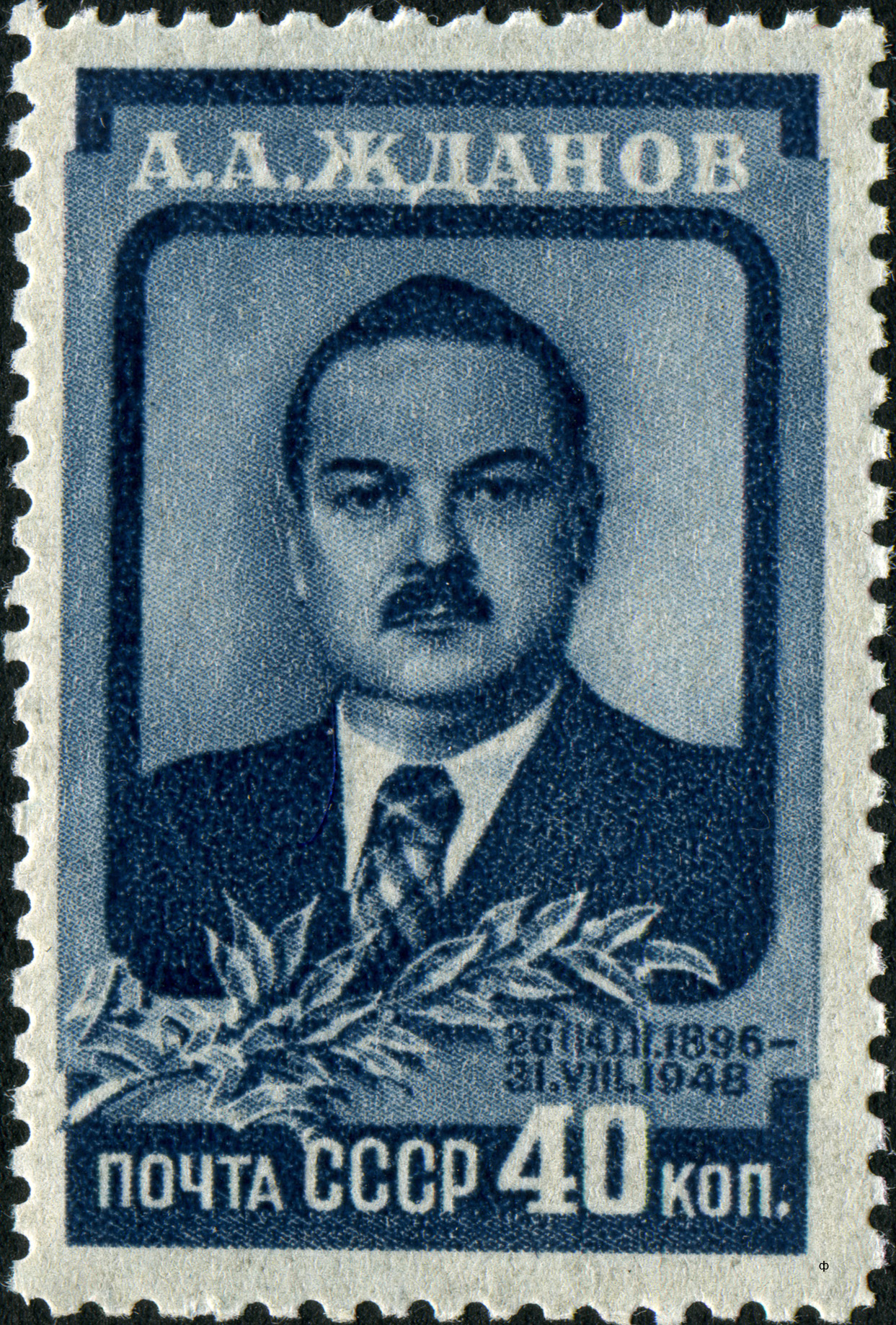
Francobollo sovietico dedicato ad Andrej Ždanov.

La dottrina Ždanov (in russo доктрина Жданова?, doktrina Ždanov), nota anche ždanovismo o ždanovščina (in russo ждановизм, ждановщина?), è stata una dottrina culturale sovietica concepita dal segretario del Comitato Centrale del PCUS Andrej Ždanov nel 1946, dove il mondo veniva diviso in due campi: quello "imperialista", guidato dagli Stati Uniti, e quello "democratico", guidato dall'URSS. Il principale pensiero della dottrina veniva spesso sintetizzato dalla frase "L'unico conflitto possibile nella cultura sovietica è quello tra il buono e il migliore". Lo ždanovismo divenne presto una politica culturale sovietica, e gli artisti, scrittori e membri dell'intelligencija dovettero conformarsi alla linea del partito nelle loro opere creative. Sotto questa politica, gli artisti che non riuscirono a soddisfare le richieste e i requisiti del governo rischiavano la persecuzione. Tale politica rimase in vigore fino alla morte di Stalin nel 1953.

## Storia
La risoluzione del 1946 del Comitato Centrale fu diretta contro due riviste letterarie, Zvezda e Leningrad, che avevano pubblicato delle opere considerate apolitiche, "borghesi" e individualistiche dell'autore satirico Michail Zoščenko e della poetessa Anna Achmatova.
Precedentemente, alcuni critici e storici della letteratura furono denunciati per aver asserito che i classici russi fossero stati influenzati da Jean-Jacques Rousseau, Molière, Lord Byron o Charles Dickens. Nello ždanovismo vi era una campagna contro il "cosmopolitismo" e contro l'emulazione di modelli stranieri, mentre venivano enfatizzate conquiste russe e sovietiche.
Un decreto successivo sulla musica fu emanato il 20 febbraio 1948, "Sull'opera Velikaja družba di Muradeli", e segnò l'inizio della cosiddetta "campagna anti-formalista", dove il termine "formalismo" si riferiva all'arte realizzata per il solo interesse artistico e priva di uno scopo sociale o politico. Riguardante principalmente l'opera di Vano Muradeli, il decreto portò ad una campagna di critica e persecuzione contro molti dei compositori sovietici più importanti, come Dmitrij Šostakovič, Sergej Prokof'ev, Aram Chačaturjan e Dmitrij Klebanov, per sospetta composizione di musica "ermetica" e abuso della dissonanza. Il decreto fu seguito ad aprile da un congresso speciale dell'Unione dei compositori, dove molti tra quelli attaccati furono costretti a pentirsi pubblicamente. Šostakovič fece una satira di tale campagna nell'opera Il piccolo paradiso anti-formalista. I compositori condannati furono formalmente riabilitati da un decreto emanato il 28 maggio 1958.